# Coulterville
Coulterville és una població dels Estats Units a l'estat d'Illinois. Segons el cens del 2000 tenia 1.230 habitants.

## Demografia
Segons el cens del 2000, Coulterville tenia 1.230 habitants, 514 habitatges, i 360 famílies. La densitat de població era de 833,2 habitants/km².
Dels 514 habitatges en un 35,6% hi vivien nens de menys de 18 anys, en un 50,6% hi vivien parelles casades, en un 13,4% dones solteres, i en un 29,8% no eren unitats familiars. En el 26,5% dels habitatges hi vivien persones soles el 12,3% de les quals corresponia a persones de 65 anys o més que vivien soles. El nombre mitjà de persones vivint en cada habitatge era de 2,39 i el nombre mitjà de persones que vivien en cada família era de 2,87.
Per edats la població es repartia de la següent manera: un 27,8% tenia menys de 18 anys, un 8% entre 18 i 24, un 28,5% entre 25 i 44, un 22% de 45 a 60 i un 13,7% 65 anys o més.
L'edat mediana era de 36 anys. Per cada 100 dones de 18 o més anys hi havia 95,6 homes.
La renda mediana per habitatge era de 26.776 $ i la renda mediana per família de 30.938 $. Els homes tenien una renda mediana de 31.550 $ mentre que les dones 19.113 $. La renda per capita de la població era de 17.994 $. Aproximadament el 12,6% de les famílies i el 18,6% de la població estaven per davall del llindar de pobresa.

## Poblacions més properes
El següent diagrama mostra les poblacions més properes.